# Fiat Stilo
Fiat Stilo (type 192) var en lille mellemklassebil fra Fiat, bygget mellem efteråret 2001 og midten af 2008. Modellen afløste både den tredørs Fiat Bravo og den femdørs Fiat Brava.

## Historie
Stilo kom på markedet i oktober 2001 som tre- og femdørs hatchback.
Karrosserierne på de enkelte versioner var meget forskellige (andre kofangere, forskærme, stænklapper, døre og forruder), selvom de ser næsten ens ud frem til B-søjlen. Dette var muligt, da Stilo var den anden model efter Fiat Multipla, som var baseret på Fiats Space-Frame-platform. På denne måde var det med et relativt lille besvær muligt at lave flere forskellige karrosseriversioner.
Motorerne, det selvbærende karrosseri og undervognen blev udviklet og fremstillet af Fiat selv, mens bremsesystemet var udviklet af Bosch. Også størstedelen af bilens elektronik var leveret af Bosch (commonrail-indsprøjtningssystem, luftmassemåler, dieselpumpe, ABS og ESP). Enkelte dele kom også fra Lucas Industries.
I starten af 2003 kom der også en stationcarudgave, Multiwagon, som afløste den i slutningen af 2002 udgåede Fiat Marea Weekend.
- Bagfra
- Fiat Stilo tredørs
(2001−2004)
- Fiat Stilo Multiwagon
(2003–2004)

### Facelift
I oktober 2004 gennemgik Stilo-serien et let facelift. De faceliftede modeller kunne udefra kendes på femdørsmodellens afmørkede baglygter, samt det centralt over nummerpladen monterede Fiat-logo.
Tekniske nyheder talte en ny serie af commonrail-dieselmotorer, alle på 1,9 liter men med forskellig effekt (100, 120 og 150 hk, sidstnævnte med 16 ventiler).
Modelprogrammet blev i september 2005 udvidet med en stationcarudgave med SUV-optik, som hed Stilo Uproad og f.eks. havde en let forhøjet undervogn. Denne model fandtes kun med 1,9-liters dieselmotorerne, først med 115 og 140 hk men senere med 120 og 150 hk.
- Fiat Stilo tredørs (2004–2007)
- Bagfra
- Fiat Stilo femdørs (2004–2007)
- Fiat Stilo Multi Wagon (2004–2008)
- Fiat Stilo Uproad (2005–2008)

## Udstyr
Fiat Stilo kunne leveres med flere forskellige typer udstyr. Også basisversionerne var for en bil i denne klasse veludstyrede med bl.a. en justerbar luftdyse til bagsædet og luftdyser til de bageste fodrum monteret under begge forsæderne. Dog er der også sparet i enkelte versioner, hvilket gjorde at tankdækslet ikke i alle versioner kunne aflåses med centrallåsesystemet, og ikke i alle versioner var forsynet med aflåselig påfyldningsstuds.
Til forsæderne var der et klapbart midterarmlæn, som var meget praktisk ved længere motorvejskørsel, mens det var en forhindring på korte ture og i bytrafik, da det vanskeliggjorde adgangen til gearstang og håndbremse.
Nogle varianter havde ligeledes en skiåbning i midten af bagsædet. Den midterste del af bagsædet kunne i stedet bruges som armlæn med drikkevareholdere, hvis den ikke var besat af en passager.
Stilo kunne også leveres med fartpilot. Ofte var grundfunktionerne allerede monteret; dermed var det muligt selv at installere den tilsvarende betjeningskontakt, da grundkabelføring allerede var monteret. Dog skulle den tilsvarende funktion på instrumentbrættet aktiveres ved hjælp af diagnosesoftware.
Der fandtes to typer fartpilot til Stilo:
- Standard: holdt kun en indstillet hastighed.
- Med radar og kamera: holdt ligeledes den indstillede afstand og tilpassede hastigheden.

### Klimatisering
Stilo kunne leveres med et almindeligt varme-/ventilationsanlæg med recirkulation, et manuelt klimaanlæg samt tozonet klimaautomatik med AQS, et system som automatisk målte luftkvaliteten og i givet fald aktiverede recirkulationen.

### Multimedia/radio
Stilo fandtes med flere typer audiosystemer:
- Radio/kassette
- Radio/cd
- Radio/cd/mp3
- Connect NAV

Stilo fandtes ligeledes i versioner med en integreret subwoofer i bagagerummet.

### Udstyrsvarianter
De vigtigste udstyrsvarianter:
- Active
- Dynamic
- Emotion
- Abarth (kun 2.4 20V med Selespeed-gearkasse)

Specialmodeller:
- Ciao
- Formula (i Østrig)
- Trofeo
- Torino
- Michael Schumacher (kun 2.4 20V og 1.9 JTD 140/150 hk)
- Feel
- Linea Sport
- GT (kun 2.4 20V med femtrins manuel gearkasse)
- TCM-Edition (begrænset Tchibo-specialmodel med 1.6 16V 103 hk[4])

## Sikkerhed
Stilo blev i 2005 kollisionstestet af Euro NCAP med et resultat på fire stjerner ud af fem mulige.

## Motorer
Stilo fandtes med benzinmotorer fra 80 til 170 hk og dieselmotorer fra 80 til 150 hk. I forbindelse med faceliftet i efteråret 2004 blev 1,2 16V-motoren med 80 hk taget af programmet og afløst af en 1,4 16V-motor med 95 hk.

### Tekniske data

#### Benzinmotorer
|                                                | 1.2 16V                               | 1.4 16V             | 1.6 16V                      | 1.6 16V                               | 1.8 16V                      | 2.4 20V                      |
| Byggeperiode                                   | 2/2002−8/2004                         | 9/2004−8/2008       | 10/2001−8/2004               | 9/2004−8/2008                         | 10/2001−11/2006              | 10/2001−11/2006              |
| Motordata                                      |                                       |                     |                              |                                       |                              |                              |
| Motortype                                      | R4-benzinmotor                        | R4-benzinmotor      | R4-benzinmotor               | R4-benzinmotor                        | R4-benzinmotor               | R5-benzinmotor               |
| Antal ventiler pr. cylinder                    | 4                                     | 4                   | 4                            | 4                                     | 4                            | 4                            |
| Ventilstyring                                  | DOHC, tandrem                         | DOHC, tandrem       | DOHC, tandrem                | DOHC, tandrem                         | DOHC, tandrem                | DOHC, tandrem                |
| Fødesystem                                     | Multipoint                            | Multipoint          | Multipoint                   | Multipoint                            | Multipoint                   | Multipoint                   |
| Trykladning                                    | –                                     | –                   | –                            | –                                     | –                            | –                            |
| Køling                                         | Vandkøling                            | Vandkøling          | Vandkøling                   | Vandkøling                            | Vandkøling                   | Vandkøling                   |
| Boring × slaglængde                            | 70,8 × 78,9 mm                        | 72,0 × 84,0 mm      | 80,5 × 78,4 mm               | 79,0 × 81,5 mm                        | 82,0 × 82,7 mm               | 83,0 × 90,4 mm               |
| Slagvolume                                     | 1242 cm³                              | 1368 cm³            | 1596 cm³                     | 1598 cm³                              | 1747 cm³                     | 2446 cm³                     |
| Kompressionsforhold                            | 10,6:1                                | 11,0:1              | 10,5:1                       | 10,5:1                                | 10,3:1                       | 10,5:1                       |
| Maks. effekt ved omdr./min.                    | 59 kW (80 hk) /5000                   | 70 kW (95 hk) /5800 | 76 kW (103 hk) /5750         | 77 kW (105 hk) /6200                  | 98 kW (133 hk) /6400         | 125 kW (170 hk) /6000        |
| Maks. drejningsmoment ved omdr./min.           | 114 Nm /4000                          | 128 Nm /4500        | 145 Nm /4000                 | 150 Nm /3900                          | 162 Nm /3500                 | 221 Nm /3500                 |
| Kraftoverførsel                                |                                       |                     |                              |                                       |                              |                              |
| Drivende hjul                                  | Forhjul                               | Forhjul             | Forhjul                      | Forhjul                               | Forhjul                      | Forhjul                      |
| Gearkasse                                      | 6-trins manuel                        | 6-trins manuel      | 5-trins manuel               | 5-trins manuel                        | 5-trins manuel               | 5-trins Selespeed            |
| Præstationer (tredørs)                         |                                       |                     |                              |                                       |                              |                              |
| Topfart                                        | 172 km/t                              | 180 km/t            | 185 km/t                     | 185 km/t                              | 202 km/t                     | 215 km/t                     |
| Acceleration 0-100 km/t                        | 13,4 sek.                             | 12,0 sek.           | 10,5 sek.                    | 12,0 sek.                             | 9,9 sek.                     | 8,5 sek.                     |
| Brændstofforbrug pr. 100 km ved blandet kørsel | 6,3 liter Blyfri 95                   | 6,5 liter Blyfri 95 | 7,3 liter Blyfri 95          | 6,7 liter Blyfri 95                   | 8,0 liter Blyfri 95          | 9,7 liter Blyfri 95          |
| Præstationer (femdørs)                         |                                       |                     |                              |                                       |                              |                              |
| Topfart                                        | 170 km/t                              | 178 km/t            | 183 km/t                     | 183 km/t                              | 200 km/t                     | 213 km/t                     |
| Acceleration 0-100 km/t                        | 13,8 sek.                             | 12,4 sek.           | 10,9 sek.                    | 12,3 sek.                             | 10,3 sek.                    | 8,9 sek.                     |
| Brændstofforbrug pr. 100 km ved blandet kørsel | 6,5 liter Blyfri 95                   | 6,7 liter Blyfri 95 | 7,4 liter Blyfri 95          | 7,0 liter Blyfri 95                   | 8,1 liter Blyfri 95          | 9,8 liter Blyfri 95          |
| Præstationer (Multiwagon)                      |                                       |                     |                              |                                       |                              |                              |
| Topfart                                        | –                                     | 176 km/t            | 183 km/t                     | 183 km/t                              | 200 km/t                     | –                            |
| Acceleration 0-100 km/t                        | –                                     | 13,0 sek.           | 11,4 sek.                    | 12,8 sek.                             | 10,8 sek.                    | –                            |
| Brændstofforbrug pr. 100 km ved blandet kørsel | –                                     | 6,8 liter Blyfri 95 | 7,6 liter Blyfri 95          | 7,2 liter Blyfri 95                   | 8,3 liter Blyfri 95          | –                            |
| Bemærkninger                                   |                                       |                     |                              |                                       |                              |                              |
|                                                | Ikke importeret officielt til Danmark |                     | Ikke egnet til E10-brændstof | Ikke importeret officielt til Danmark | Ikke egnet til E10-brændstof | Ikke egnet til E10-brændstof |

#### Dieselmotorer
|                                                | 1.9 JTD 80          | 1.9 Multijet 100          | 1.9 JTD 115               | 1.9 Multijet 120          | 1.9 Multijet 140          | 1.9 Multijet 150                      |
| Byggeperiode                                   | 2/2002−9/2005       | 9/2004−11/2006            | 10/2001−8/2004            | 9/2004−8/2008             | 1/2004−9/2005             | 9/2005−8/2008                         |
| Motordata                                      |                     |                           |                           |                           |                           |                                       |
| Motortype                                      | R4-dieselmotor      | R4-dieselmotor            | R4-dieselmotor            | R4-dieselmotor            | R4-dieselmotor            | R4-dieselmotor                        |
| Antal ventiler pr. cylinder                    | 2                   | 2                         | 2                         | 2                         | 4                         | 4                                     |
| Ventilstyring                                  | OHC, tandrem        | OHC, tandrem              | OHC, tandrem              | OHC, tandrem              | DOHC, tandrem             | DOHC, tandrem                         |
| Fødesystem                                     | Commonrail          | Commonrail                | Commonrail                | Commonrail                | Commonrail                | Commonrail                            |
| Trykladning                                    | Turbolader          | Turbolader, ladeluftkøler | Turbolader, ladeluftkøler | Turbolader, ladeluftkøler | Turbolader, ladeluftkøler | Turbolader, ladeluftkøler             |
| Køling                                         | Vandkøling          | Vandkøling                | Vandkøling                | Vandkøling                | Vandkøling                | Vandkøling                            |
| Boring × slaglængde                            | 82,0 × 90,4 mm      | 82,0 × 90,4 mm            | 82,0 × 90,4 mm            | 82,0 × 90,4 mm            | 82,0 × 90,4 mm            | 82,0 × 90,4 mm                        |
| Slagvolume                                     | 1910 cm³            | 1910 cm³                  | 1910 cm³                  | 1910 cm³                  | 1910 cm³                  | 1910 cm³                              |
| Kompressionsforhold                            | 18,5:1              | 18,5:1                    | 18,5:1                    | 18,0:1                    | 18,0:1                    | 17,5:1                                |
| Maks. effekt ved omdr./min.                    | 59 kW (80 hk) /4000 | 74 kW (100 hk) /4000      | 85 kW (115 hk) /4000      | 88 kW (120 hk) /4000      | 103 kW (140 hk) /4000     | 110 kW (150 hk) /4000                 |
| Maks. drejningsmoment ved omdr./min.           | 196 Nm /1500        | 200 Nm /2000              | 255 Nm /2000              | 280 Nm /2000              | 305 Nm /2000              | 320 Nm /2000                          |
| Kraftoverførsel                                |                     |                           |                           |                           |                           |                                       |
| Drivende hjul                                  | Forhjul             | Forhjul                   | Forhjul                   | Forhjul                   | Forhjul                   | Forhjul                               |
| Gearkasse                                      | 5-trins manuel      | 5-trins manuel            | 5-trins manuel            | 5-trins manuel            | 6-trins manuel            | 6-trins manuel                        |
| Præstationer (tredørs)                         |                     |                           |                           |                           |                           |                                       |
| Topfart                                        | 172 km/t            | 183 km/t                  | 192 km/t                  | 194 km/t                  | 203 km/t                  | 209 km/t                              |
| Acceleration 0-100 km/t                        | 12,9 sek.           | 11,6 sek.                 | 11,3 sek.                 | 10,7 sek.                 | 9,7 sek.                  | 8,8 sek.                              |
| Brændstofforbrug pr. 100 km ved blandet kørsel | 5,4 liter Diesel    | 5,3 liter Diesel          | 5,3 liter Diesel          | 5,3 liter Diesel          | 5,4 liter Diesel          | 5,6 liter Diesel                      |
| Præstationer (femdørs)                         |                     |                           |                           |                           |                           |                                       |
| Topfart                                        | 170 km/t            | 181 km/t                  | 190 km/t                  | 193 km/t                  | 200 km/t                  | 207 km/t                              |
| Acceleration 0-100 km/t                        | 13,3 sek.           | 11,3 sek.                 | 11,6 sek.                 | 10,9 sek.                 | 9,8 sek.                  | 8,9 sek.                              |
| Brændstofforbrug pr. 100 km ved blandet kørsel | 5,5 liter Diesel    | 5,4 liter Diesel          | 5,4 liter Diesel          | 5,4 liter Diesel          | 5,6 liter Diesel          | 5,8 liter Diesel                      |
| Præstationer (Multiwagon)                      |                     |                           |                           |                           |                           |                                       |
| Topfart                                        | 170 km/t            | 181 km/t                  | 190 km/t                  | 193 km/t                  | 200 km/t                  | 207 km/t                              |
| Acceleration 0-100 km/t                        | 13,8 sek.           | 11,6 sek.                 | 11,3 sek.                 | 11,3 sek.                 | 10,0 sek.                 | 9,2 sek.                              |
| Brændstofforbrug pr. 100 km ved blandet kørsel | 5,6 liter Diesel    | 5,6 liter Diesel          | 5,6 liter Diesel          | 5,6 liter Diesel          | 5,6 liter Diesel          | 5,8 liter Diesel                      |
| Bemærkninger                                   |                     |                           |                           |                           |                           |                                       |
|                                                |                     |                           |                           |                           |                           | Ikke importeret officielt til Danmark |

## Efterfølger
Produktionen af den tre- og femdørs Stilo blev indstillet i Europa i starten af 2007, og modellen blev afløst af Bravo (type 198).
Stilo Multiwagon kunne fortsat købes i Europa frem til maj 2008, og udgik herefter uden efterfølger.

## Stilo udenfor Europa
I Brasilien fortsatte produktionen frem til 2010 som femdørs med kraftige benzinmotorer til det sydamerikanske marked. Til Argentina og Uruguay blev der også eksporteret Stilo'er med italiensk dieselmotor. Den sydmerikanske Stilo fik et facelift i starten af 2008.